# Черкасский сельсовет (Пензенская область)
Черкасский сельсовет — муниципальное образование со статусом сельского поселения в Пачелмском районе Пензенской области Российской Федерации.
Административный центр — село Черкасское.

## История
Статус и границы сельского поселения установлены Законом Пензенской области от 2 ноября 2004 года № 690-ЗПО «О границах муниципальных образований Пензенской области».
22 декабря 2010 года в соответствии с Законом Пензенской области № 1992-ЗПО в состав сельсовета включена территория упраздненного Кашаевского сельсоветов.

## Население
| 2002  | 2010  | 2012  | 2013  | 2014  | 2015  | 2016  |
| ----- | ----- | ----- | ----- | ----- | ----- | ----- |
| 1106  | ↘901  | ↗1485 | ↘1456 | ↘1399 | ↘1363 | ↘1319 |
| 2017  | 2018  | 2021  |       |       |       |       |
| ↘1300 | ↘1235 | ↘1167 |       |       |       |       |

## Состав сельского поселения
| № | Населённый пункт  | Тип населённого пункта       | Население |
| - | ----------------- | ---------------------------- | --------- |
| 1 | Архангельск       | село                         | ↘194      |
| 2 | Кашаевка          | село                         | ↘134      |
| 3 | Русско-Никольское | село                         | ↘247      |
| 4 | Татаро-Никольское | село                         | →298      |
| 5 | Черкасское        | село, административный центр | ↘654      |